# Jardin botanique Nikitski
Le Jardin botanique Nikitski, ou jardin botanique de Nikita (en russe : Никитский ботанический сад, Nikitski botanitcheski sad), est un conservatoire et un jardin botanique situé près de Yalta, en Crimée, sur le littoral de la mer Noire. Fondé en 1812, il porte le nom de la localité dans laquelle il se trouve, Nikita.
Son fondateur et premier directeur fut Christian von Steven, un botaniste d'origine suédoise, sujet de l'Empire russe en l'honneur duquel un monument a été érigé dans le jardin botanique. Nikolai von Hartwiss, fameux obtenteur de roses, lui succède ensuite pendant trente ans. Youri Pilenko (père de la résistante française Marie Skobtsova) en a été nommé directeur au début du XXe siècle. Nikolaï Kouznetsov l'a dirigé entre 1915 et 1918 et le géobotaniste Evgueni Wulff y a travaillé de 1914 à 1926.
La superficie totale du jardin botanique est de 11 kilomètres carrés. Il bénéficie du climat pontique local et comprend par conséquent de nombreux végétaux exotiques. C'est à la fois un centre de recherches scientifiques et de production de plantes et de semences, et une attraction touristique.
Depuis 1956 le jardin dépendait de l'Académie ukrainienne des sciences agraires, mais à la suite de l'annexion de la Crimée par la Russie en 2014, il dépend de l'Académie des Sciences de Russie, et a des filiales ailleurs en Crimée. Sa collection compte plus de 50 000 espèces dont une roseraie avec des cultivars anciens, comme Comtesse Woronzow (Hartwiss, 1828). Son travail scientifique consiste dans l'étude de la flore naturelle, la collecte de fonds génétiques, la sélection et l'introduction de nouvelles plantes agricoles.
Le jardin botanique est desservi par le trolleybus de Crimée.

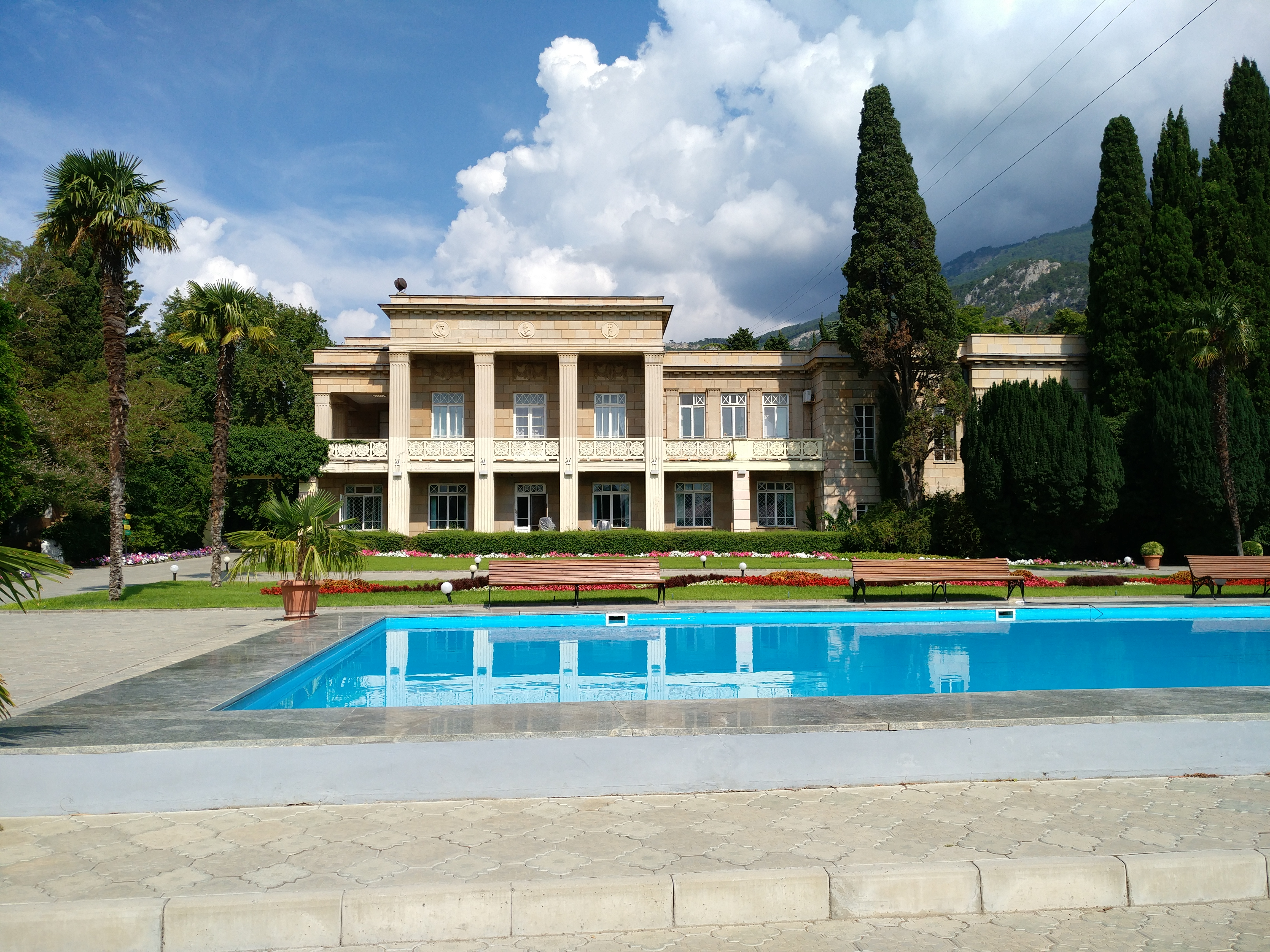
Bâtiments abritant les collections (herbiers, carpothèque), les salles de conférence et les bureaux.

## Source
- (ru) Grande Encyclopédie soviétique